# Fiat 1300
Fiat 1300/1500 är en personbil, tillverkad av den italienska biltillverkaren Fiat mellan 1961 och 1967. 1300 ersattes av Fiat 124 och1500 av Fiat 125 Chassiuppbyggnaden på dessa nya liknade 1300/1500. Motorn hängde med väldigt länge i den polska Fiat 125P. Designen var en s.k. tvålkopp som också representerades av Chevrolet Corvair och NSU Prinz.

## Berlina/Familiare
Fiats nya familjebil presenterades i april 1961. Den fanns med två motorstorlekar och två karosser, sedan (Berlina) och kombi (Familiare). Skillnaden mellan 1300 och 1500 var förutom motorstorlek och effekt att 1500 hade blanka lister runt sidorutorna, vilket 1300 inte hade. 1300:n tillverkades oförändrad till 1966, medan 1500:n uppdaterades hösten 1964. 1500C hade längre hjulbas och starkare motor och tillverkades till 1967.
Produktionen uppgick till runt 1 900 000 exemplar världsomspännande.

## 1500 L
Den här undermotoriserade modellen skapades 1963 genom att Fiat plockade ner 1500-motorn i den stora 1800-karossen. Bilen såldes främst som taxi.

## 1500 Cabriolet
- Se under huvudartikeln: Fiat Pininfarina Spider.

## Motorer
| Modell | Motor              | Cylindervolym | Effekt       | Bränslesystem   |
| ------ | ------------------ | ------------- | ------------ | --------------- |
| 1300   | 4-cyl radmotor ohv | 1295 cm³      | 65 hk DIN    | Enkel förgasare |
| 1500   | 4-cyl radmotor ohv | 1481 cm³      | 72-75 hk DIN | Enkel förgasare |

## Bilder

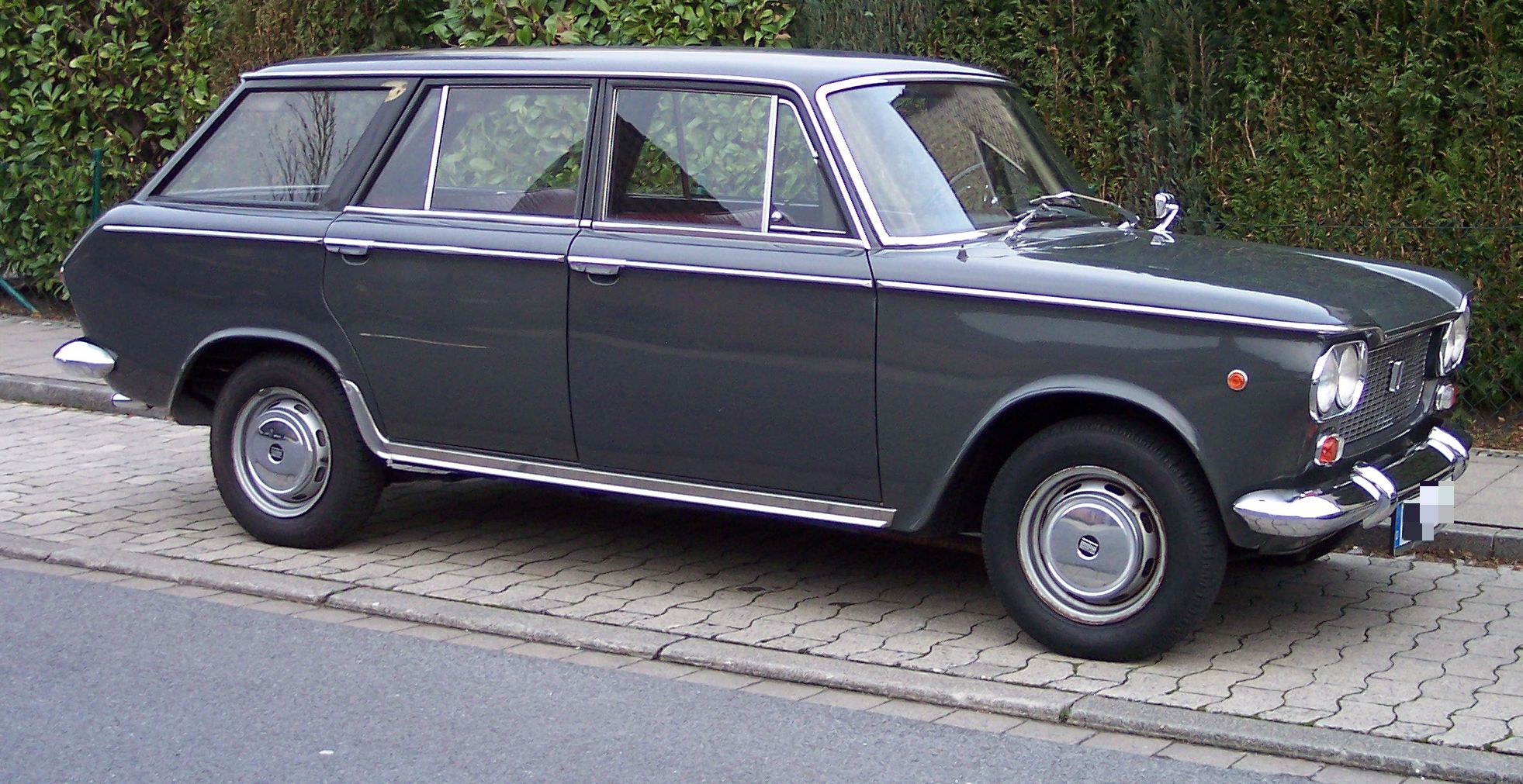
Fiat 1300
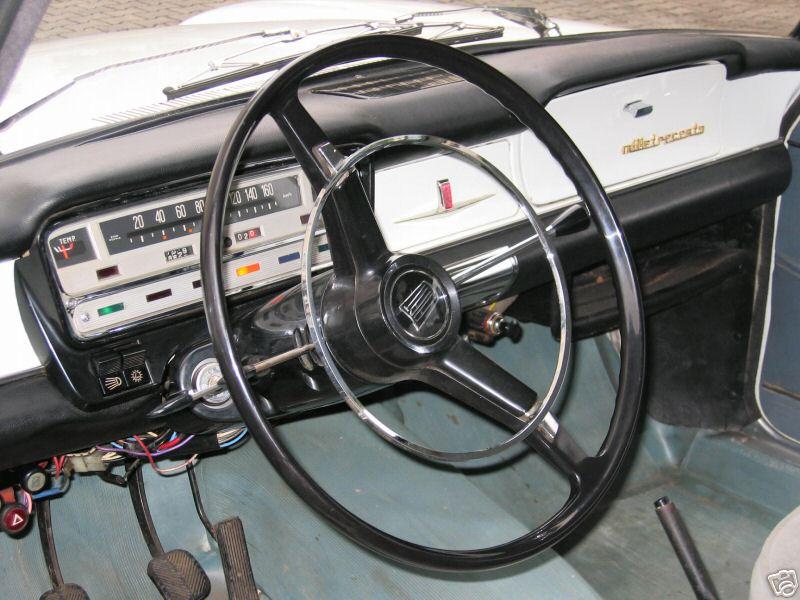
Fiat 1300
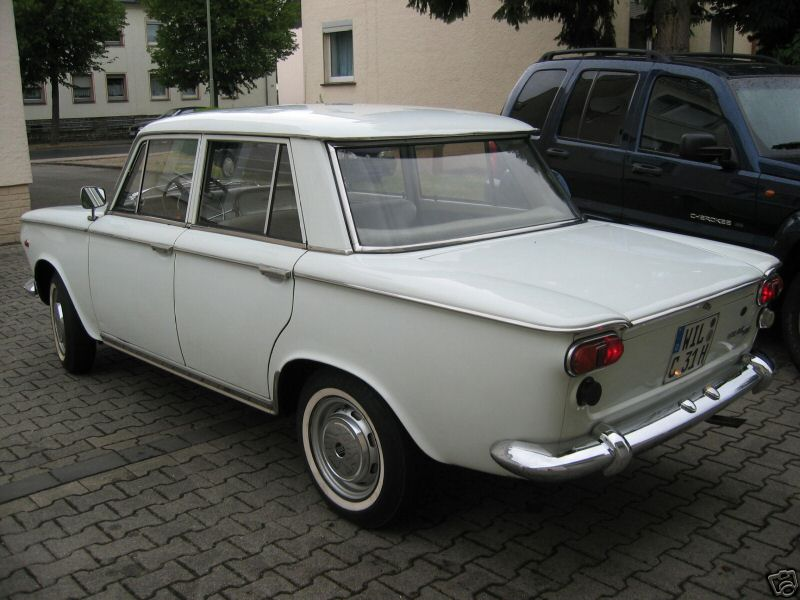
Fiat 1300